# Super Relax
Super Relax è il secondo EP della band statunitense Cibo Matto pubblicato nel 1997.

## Tracce
1. Sugar Water – 4:30
2. Sugar Water (Mike D./Russell Simins/Mario Caldato Jr. Remix) – 4:35
3. Spoon – 4:05
4. BBQ – 4:57
5. Águas de Março – 3:16
6. Sing This All Together – 4:44
7. Sugar Water (Acustic) – 6:53
8. Crumbs – 3:04
9. Sugar Water (Coldcut Remix) – 6:49